# Parque Nacional Ilhas da Baía Georgian
O Parque Nacional Ilhas da Baía Georgian consiste de 59 pequenas ilhas na Baía Georgian, próximo ao Porto Severn, na província de Ontário, Canadá. Foi estabelecido em 1929  e tem uma área aproximada de 26 km². O parque faz parte da reserva biosférica do litoral da Baía Georgian.